# Botnkrona
El Botnkrona és un pic de 1.072 metres, el més alt i septentrional de la serralada de les Set Germanes, a l'illa d'Alsten. Administrativament el pic se situa al municipi d'Alstahaug, al comtat de Nordland, Noruega. Al sud del Botnkrona s'hi troba el Grytfoten (1019 metres), un altre pic de la serralada. La muntanya està composta de granit gneis. La prominència del cim (1.072) es troba al Top de les 60 prominències més altes d'Escandinàvia.
Al seu vessant sud hi ha un embassament d'aigua potable que serveix a la ciutat de Sandnessjøen provinent del desglaç de les neus de la muntanya. La muntanya és una destinació popular entre els turistes que visiten la zona.
El Botnkrona és considerat el pic més difícil d'escalar de les Set Germanes. No obstant això, la dificultat es limita l'últim tram i malgrat tot, durant l'estiu hi ha molts turistes que ascendeixen al cim. A l'hivern cal dur un bon equip de muntanya, ja que el gel hi és present.